# Micracanthia fennica
Micracanthia fennica är en insektsart som först beskrevs av Reuter 1884.  Micracanthia fennica ingår i släktet Micracanthia och familjen strandskinnbaggar. Arten är reproducerande i Sverige. Inga underarter finns listade i Catalogue of Life.